# Matt Rife
Matthew Steven Rife (Columbus, Ohio, 10. rujna 1995.) američki je glumac i komičar.

## Filmografija
- 2014.: Average Joe
- 2015.: Room 236
- 2015. – 2016.: Gamer's Guide to Pretty Much Everything
- 2016.: WTH: Welcome to Howler
- 2018.: Black Pumpkin
- 2019.: Brooklyn 99 (Brooklyn Nine-Nine)
- 2019.: Stalked by My Doctor: A Sleepwalker's Nightmare
- 2020.: Fresh Off the Boat
- 2021.: Burb Patrol
- 2021.: After Masks
- 2021.: The Elevator
- 2021.: Death Link
- 2021.: Just Swipe
- 2021.: The Private Eye
- 2022.: North of the 10
- 2022.: Wolf Mountain

## Vanjske poveznice
- mattrifeofficial.com  Arhivirana inačica izvorne stranice od 18. kolovoza 2023. (Wayback Machine)
- Matt Rife u internetskoj bazi filmova IMDb-u (engl.)
- Matt Rife, Facebook
- Matt Rife, Instagram
- Matt Rife, Twitter
- Matt Rife, YouTube